# Anodocheilus venezuelanus
Anodocheilus venezuelanus är en skalbaggsart som beskrevs av García 2009. Anodocheilus venezuelanus ingår i släktet Anodocheilus och familjen dykare. Inga underarter finns listade i Catalogue of Life.